# قسم غلامان الريفي (مقاطعة بجنورد)
قسم غلامان الريفي (بالفارسية: دهستان غلامان) هي منطقة ريفية تقع في إيران في مقاطعة راز. يقدر عدد سكانها بـ 13,965 نسمة .